# Réussir ou mourir (bande originale)
Albums par 50 Cent
The Massacre
(2005) Curtis
(2007)
Singles
Music from and inspired by Get Rich Or Die Tryin' the motion picture est la bande originale du film Réussir ou mourir sortie en 2005. Elle se classe à la fois 1re au Billboard 200 et au Billboard Top R&B/Hip-Hop Albums. À la fin de la même année, elle est classée disque de platine, totalisant plus de 3 millions d'exemplaires vendus. La bande originale est sortie après la sortie de The Massacre, l'album multi-platinum de 50 Cent. 50 Cent devient le troisième rappeur à avoir un album et une bande originale au top de Billboard 200 en même année. Les deux autres rappeur sont Snoop Dogg en 1994, avec l'album Doggystyle et la bande originale Murder Was the Case, et Eminem en 2002, avec l'album The Eminem Show et la bande originale de 8 Mile.

## Liste des chansons
| No  | Titre                               | Auteur      | Featuring                                | Durée |
| --- | ----------------------------------- | ----------- | ---------------------------------------- | ----- |
| 1.  | Hustler's Ambition                  | 50 Cent     |                                          |       |
| 2.  | What If                             | 50 Cent     |                                          |       |
| 3.  | Things Change                       | Spider Loc  | 50 Cent et Lloyd Banks                   |       |
| 4.  | You Already Know                    | Lloyd Banks | 50 Cent et Young Buck                    |       |
| 5.  | When Death Becomes You              | M.O.P.      | 50 Cent                                  |       |
| 6.  | Have A Party                        | Mobb Deep   | 50 Cent et Nate Dogg                     |       |
| 7.  | We Both Think Alike                 | 50 Cent     | Olivia                                   |       |
| 8.  | Don't Need No Help                  | Young Buck  |                                          |       |
| 9.  | Get Low                             | Lloyd Banks |                                          |       |
| 10. | Fake Love                           | Tony Yayo   |                                          |       |
| 11. | Window Shopper                      | 50 Cent     |                                          |       |
| 12. | Born Alone, Die Alone               | Lloyd Banks |                                          |       |
| 13. | You A Shooter                       | Mobb Deep   | 50 Cent                                  |       |
| 14. | I Don't Know Officer                | 50 Cent     | Lloyd Banks, Prodigy, Spider Loc et Ma$e |       |
| 15. | Talk About Me                       | 50 Cent     |                                          |       |
| 16. | When It Rains It Pours              | 50 Cent     |                                          |       |
| 17. | Best Friend (Titre bonus)           | 50 Cent     |                                          |       |
| 18. | I'll Whip Ya Head Boy (Titre bonus) | 50 Cent     | Young Buck                               |       |

## Clips
1. Hustler's Ambition - 50 Cent
2. Window Shopper - 50 Cent
3. Have A Party - Mobb Deep, featuring 50 Cent & Nate Dogg